# 田園コロシアム
田園コロシアム（でんえんコロシアム）は、かつて東京都大田区田園調布二丁目31番に存在した多目的屋外スタジアムである。

## 歴史
この地は1924年（大正13年）秋頃から慶應義塾大学野球部の専用球場として2年ほど使用されたが、1936年に「田園テニス倶楽部」のメインスタジアムである「田園読売スタンド」として改めてオープンした。テニスだけでなくコンサートをはじめとして、プロレスやボクシングのビッグマッチの会場としても利用された。東急電鉄を利用して雪が運び込まれ、スキージャンプの興行が開催されたこともある。
しかし施設の老朽化や同地の住宅街再開発計画、また江東区有明テニスの森公園にテニス場有明コロシアムがオープンした影響などもあり、1989年11月に閉鎖された。
跡地にはマンション「ドレッセ田園調布プレゼンス」が建てられ、そのマンションに隣接する「田コロ児童公園」に名前が残されている。

## 主な公演・試合など
- ザ・タイガースが1970年8月、PYGが1971年8月にコンサートを開催（ともに沢田研二が在籍）。
- 沢田研二がソロとして1978年8月にコンサートを開催。
- ピンク・レディーが1977年・1980年ともに7月にコンサート開催。
- チューリップが1978年10月にコンサート開催。
- オフコースが1979年8月4日・5日にコンサート開催。
- サザンオールスターズが1980年7月19日・20日にライブ『ニャー! ニャー! ニャー』を開催。
- チャゲ&飛鳥が1981年8月1日にコンサート開催。
- 騒音問題で会場を移転するまでライブ・アンダー・ザ・スカイの会場として親しまれていた。
- 1980年に公開された相米慎二監督の初監督映画『翔んだカップル』ロケで田園コロシアムで撮影されたシーンがある。
- プロレス会場としては、1977年8月25日・全日本プロレスのジャンボ鶴田VSミル・マスカラス戦、1981年9月23日・新日本プロレスのアンドレ・ザ・ジャイアントVSスタン・ハンセン戦などが田園コロシアムの名勝負としてファンに知られている。同日には、国際プロレス崩壊直後のラッシャー木村、アニマル浜口がリングに上がり、木村が蔵前国技館での全面対抗戦で対戦が予定されていたアントニオ猪木（猪木は当日、元全日本のナンバー3で新日本に移籍したタイガー戸口と対戦）へのアピール第一声で「こんばんは」と挨拶し失笑を買った「こんばんは事件」も起きている。鶴田VSマスカラス戦はプロレス大賞の年間最高試合賞を受賞、アンドレVSハンセン戦も日本マット史上の外人対決ベストバウトとされている。全日本では1984年5月22日にはケリー・フォン・エリックに鶴田が挑戦するNWA世界ヘビー級王座戦が行われたほか、同年8月26日には二代目タイガーマスクのデビュー戦の開催地でもあった。
- 全日本女子プロレスではダンプ松本のデビュー戦（1980年）の地でもある。
- 大山倍達対闘牛「雷電号」との空手試合が行われたこともある。
- キックボクシングでは、ベニー・ユキーデがキャリア唯一の黒星を喫したプラユット・シーソンポップ戦の会場だった。
- 日本のマンガ「キン肉マン」作中に於いて、数々の勝負の会場として登場する。
- 1955年、日本体育大学主催の体育研究実演発表会の会場となった。
- 1981年、テニスフェドカップ決勝の会場となった。
- 変わったところでは1949年頃に囲碁の公開対局が行われている。地面に10メートルの大盤を置いての公開早碁だったが、経済的にも時間的にもプロの公開早碁に客が殺到するような余裕のある時代ではなく、客は数十人程度だったという（高川秀格「秀格烏鷺うろばなし」P67～68、1982年、日本棋院）。